# Wolfgang Viebahn
Wolfgang Viebahn (* 13. Oktober 1943 in Reichenbach im Vogtland) ist ein deutscher Heimatforscher, Pädagoge und Kommunalpolitiker.

## Leben
Viebahn absolvierte von 1962 bis 1966 ein Studium der Pädagogik am Pädagogischen Institut Mühlhausen, das er als Fachlehrer für Biologie und Chemie abschloss. Anschließend war er an verschiedenen Schulen eingesetzt. Am Bereich Philosophische Fragen der Wissenschaftsentwicklung an der Humboldt-Universität zu Berlin begann er 1970 eine Aspirantur, in deren Rahmen er 1974 zur Thematik „Zu einigen Problemen der weltanschaulich-philosophischen Bildung und Erziehung im Biologieunterricht“ gemeinsam mit seiner Ehefrau Ursula zum Dr. phil. promoviert wurde. Von 1973 bis 1981 war er Oberassistent für philosophische Probleme der Biologie am Zentralinstitut für Philosophie der Akademie der Wissenschaften der DDR. Mit dem Wechsel an die Ingenieurschule für Textiltechnik Reichenbach kehrte er 1981 aus Berlin ins Vogtland zurück. 1991 wurde er Schulleiter der Fachschule und Berufsfachschule für Technik im Bildungsinstitut Pscherer Lengenfeld. Er trat 2005 in den Ruhestand ein.
Viebahn engagiert sich in verschiedenen Vereinen und Gremien, die sich dem Natur- und Umweltschutz, der Heimat- und Industriegeschichte sowie Denkmalpflege verschrieben haben. Mit dem BUND führte er seit den 1990er Jahren bisher 14 Straßenbaum- und Heckenpflanzprojekte rund um Reichenbach durch. Zudem ist er Organisator der „Vogtländischen Baumseminare“. Seit 2014 gehört er dem Stadtrat seiner Heimatstadt an. Seit dem gleichen Jahr ist er Vorstandsmitglied des Landesvereins Sächsischer Heimatschutz. Die 2014 erstmals durchgeführten „Vogtländischen Heimattage“ gehen auf sein Engagement zurück. Er ist Autor bzw. Co-Autor mehrerer Bücher über Reichenbach bzw. mit Reichenbach verbundener Persönlichkeiten wie Heinrich Dathe. Daneben veröffentlichte er zahlreiche Beiträge in Periodika wie den Vogtländischen Heimatblättern. Seit 2018 ist er Redaktionsleiter des Heimatkalenders für Reichenbach und Umgebung.

## Ehrungen
- Bürgerpreis der Stadt Reichenbach im Herausgeberkollektiv (2012)
- Sächsischer Landespreis für Heimatforschung – Ehrenurkunde (2015)[2]
- Ehrenmedaille des Landesvereins Sächsischer Heimatschutz[1]
- Sächsischer Landespreis für Heimatforschung – Ehrenurkunde (2020)[3]

## Schriften (Auswahl)
- (gemeinsam mit Ursula Viebahn): Zu einigen Problemen der weltanschaulich-philosophischen Bildung und Erziehung im Biologieunterricht, Diss. Berlin 1974. DNB 780800532
- (gemeinsam mit Siegfried Kluge): Kleine Baumfibel. Ein Ratgeber für Jedermann, Hammerbrücke 2006. ISBN 978-3-933750-84-6
- Natur im Blick! Vom ‚Verein für Naturkunde‘ 1859 zur 5. Sächsischen Landesgartenschau 2009 in Reichenbach (= Schriften des Neuberin-Museums Band 24), Reichenbach 2009. ISBN 978-3-932626-24-1
- (gemeinsam mit Katrin Böhme und Ekkehard Höxtermann (Hrsg.)): Heinrich Dathe. Zoologe und Tiergärtner aus Leidenschaft, Rangsdorf 2010. ISBN 978-3-941365-14-8
- Heinrich Dathes Jugend in Reichenbach. Erlebnisse und Zeitgenossen (= Schriften des Neuberin-Museums Band 26), Reichenbach 2011. ISBN 978-3-932626-26-5
- (gemeinsam mit Friedrich Machold und Marion Schulz): Von der Mühle zur Fabrik. Die Nutzung der Wasserkraft im Flussgebiet der Göltzsch und in der Region um Reichenbach im Vogtland (= Schriften des Neuberin-Museums Band 34), Reichenbach 2013. ISBN 978-3-932626-34-0
- (gemeinsam mit Bernd Gruschwitz) 2016 – Achtzig Jahre Stammarbeitersiedlung auf der Hutleite (= Schriften des Neuberin-Museums Band 35), Reichenbach 2016. ISBN 978-3-932626-35-7
- Reichenbacher Geschichten. 111 historische Miniaturen aus 500 Jahren Reichenbacher & Mylauer Geschichte (= Schriften des Neuberin-Museums Band 36), Reichenbach 2017. ISBN 978-3-932626-36-4
- Neue Geschichten aus Reichenbach und Umgebung .100 historische Miniaturen (= Schriften des Neuberin-Museums Band 42), Reichenbach 2018. ISBN 978-3-932626-42-5
- (gemeinsam mit einer Autorengemeinschaft): Die Schicksalstage von Januar bis Juni 1945 im nördlichen Vogtland. Gemeinschaftliche Publikation aus Anlass des 75. Jahrestag des Endes des Zweiten Weltkrieges im nördlichen Vogtland (= Schriften des Neuberin-Museums Band 50), Reichenbach 2020. ISBN 978-3-932626-50-0